# Berberis keissleriana
Berberis keissleriana är en berberisväxtart som beskrevs av Schneider. Berberis keissleriana ingår i släktet berberisar, och familjen berberisväxter. Inga underarter finns listade i Catalogue of Life.